# Weinberghalde Gruol
Die Weinberghalde Gruol ist ein vom Landratsamt Zollernalbkreis am 27. Dezember 1994 durch Verordnung ausgewiesenes Landschaftsschutzgebiet auf dem Gebiet der Stadt Haigerloch im Zollernalbkreis.

## Lage
Das Landschaftsschutzgebiet Weinberghalde Gruol umfasst das Gewann Weinberghalde etwa einen Kilometer nördlich von Haigerloch-Gruol westlich der Bundesstraße 463.

## Landschaftscharakter
Es handelt sich um einen südostexponierten Hang mit einem ausgedehnten Streuobstbestand und weiteren Einzelbäumen und Baumgruppen.